# Eulocastra tamsina
Eulocastra tamsina är en fjärilsart som beskrevs av Brandt 1947. Eulocastra tamsina ingår i släktet Eulocastra och familjen nattflyn. Inga underarter finns listade i Catalogue of Life.